# Межер, Чарльз
Чарльз Уильям Дэвид Межер (англ. Charles William David Mesure, род. 12 августа 1970) — британский актёр, известный по ролям в телесериалах «Визитёры» и «Отчаянные домохозяйки».

## Ранняя жизнь
В возрасте пяти лет он переехал в Австралию с семьей и вырос в Сиднее. Он окончил колледж Ньюингтона в 1987 году, а позже продолжил обучение в Национальном Институте Драматического Искусства Австралии, который окончил со степенью бакалавра в области исполнительских искусств в 1995 году. В том же году он переехал в Новую Зеландию, где и начал карьеру актера.

## Карьера
Межер начал карьеру с участия в новозеландской мыльной опере «Любимый город», где он снимался с 1996 по 1998 год. В 1998 году он был номинирован на телевизионную премию Новой Зеландии за свою роль в сериале, а в 2003 году выиграл те же премию за роль в сериале «Уличные права».
Межер переехал в США в 2004 году и начал появляться в кино и на телевидении. Он появился в таких сериалах как «Остаться в живых», «Кости», «Говорящая с призраками» и «Лас-Вегас». Он также снялся в сериале «Расследование Джордан» с 2005 по 2007 год. Межер вернулся в Новую Зеландию, где снялся в двух недолгих сериалах: «Фортуна» (2009) и «Это не моя жизнь» (2010). Он вернулся в США, где снялся в сериалах «Визитёры» (2010—2011), а позже был приглашен на постоянную роль в восьмом и финальном сезоне «Отчаянные домохозяйки» (2011—2012), где исполнил роль Бена Фолкнера, подрядчика, который начинает роман с Рене Перри (Ванесса Уильямс). В 2014-2018 годах он снялся в пяти эпизодах сериала «Once Upon a Time» в роли пирата Черной Бороды.

## Фильмография
| Год       |   | Русское название                | Оригинальное название            | Роль                                              |
| --------- | - | ------------------------------- | -------------------------------- | ------------------------------------------------- |
| 2015—2017 | с | Волшебники                      | The Magicians                    | Зверь( Мартин Чатвин)                             |
| 2014—2018 | с | Однажды в сказке                | Once Upon a Time                 | Капитан Черная Борода                             |
| 2014      | с | Менталист                       | The Mentalist                    | Эдвин Маккей / Edwin MacKaye 6 сезон 16 эпизод    |
| 2013      | с | Чёрная метка                    | Burn Notice                      | Джек Фрейкс                                       |
| 2013      | ф | 34-й батальон                   | The 34th Battalion               | сержант Джеймс Брюс / Sergeant James Bruce        |
| 2013      | ф | Марпл: Карибская Загадка        | Marple: A Caribbean Mystery      | Грег Дайсон / Greg Dyson                          |
| 2011—2012 | с | Отчаянные домохозяйки           | Desperate Housewives             | Бен Фолкнер / Ben Faulkner                        |
| 2010—2011 | с | Визитёры                        | V                                | Кайл Хоббс / Kyle Hobbes                          |
| 2010      | с | Это не моя жизнь                | This Is Not My Life              | Алек Росс / Alec Ross                             |
| 2009—2010 | с | Неприличное везение             | Outrageous Fortune               | Д.С.Зейн Жерар / D.S. Zane Gerard                 |
| 2010      | с |                                 | Kaitangata Twitch                | Кери Галлахер / Carey Gallagher                   |
| 2007      | с | Лас-Вегас                       | Las Vegas                        | Пол Грант / Paul Grant                            |
| 2007      | с | Говорящая с призраками          | Ghost Whisperer                  | Посланник / The Messenger                         |
| 2005—2007 | с | Расследование Джордан           | Crossing Jordan                  | Дж.Д.Поллак / J.D. Pollack                        |
| 2006      | с | Детектив Раш                    | Cold Case                        | Том МакКри / Tom McCree                           |
| 2006      | с | Кости                           | Bones                            | Пит Сандерс / Pete Sanders                        |
| 2005      | с | Без следа                       | Without a Trace                  | Эмиль Дорнвальд / Emil Dornvald                   |
| 2005      | ф | Динозавр Ми-ши: Хозяин озера    | Mee-Shee: The Water Giant        | Уоткинс / Watkins                                 |
| 2005      | с | Блондинка в книжной лавке       | Stacked                          | Эдди / Eddie                                      |
| 2005      | ф | Бугимен                         | Boogeyman                        | отец Тима / Tim's Father                          |
| 2005      | с | Остаться в живых                | Lost                             | Брайан / Bryan                                    |
| 2005      | ф |                                 | Briar & Graves                   | отец Бриар / Father Malachi Briar                 |
| 2003      | ф | Кожа и кость                    | Skin & Bone                      | Клин / Clean                                      |
| 2000—2003 | с | Защитник                        | Street Legal                     | Киис Ван Дам / Kees Van Dam                       |
| 2002      | ф | Суперпожар                      | Superfire                        | Трент Холбрук / Trent Holbrook                    |
| 1997—2001 | с | Зена — королева воинов          | Xena: Warrior Princess           | Архангел Михаил / Archangel Michael               |
| 1998—1999 | с | Удивительные странствия Геракла | Hercules: The Legendary Journeys | Архангел Михаил / Archangel Michael               |
| 1999      | с |                                 | A Twist in the Tale              | Ник Мартинелли / Nick Martinelli                  |
| 1999      | с |                                 | ]]The Life & Times of Te Tutu]]  | Дерек / Derek                                     |
| 1998      | ф |                                 | Tiger Country                    | констебль Барри Гарднер / Constable Barry Gardner |
| 1996—1998 | с | Городская жизнь                 | City Life                        | Райан Уотерс / Ryan Waters                        |
| 1997      | с | Дуган                           | Duggan                           | Билли Джемисон / Billy Jamieson                   |
| 1995      | с | Зеркало, зеркало 2              | Mirror, Mirror II                |                                                   |